# Línea 43 (Movibus)
La línea 43 de la red de autobuses interurbanos de la Región de Murcia (Movibus) une Cartagena con La Manga del Mar Menor.

## Características
Esta línea fue creada en los años 90, con el objetivo de unir Cartagena y varias poblaciones de la comarca con La Manga del Mar Menor. Ha tenido varias numeraciones a lo largo de su historia, siendo la línea 22 durante los primeros años de funcionamiento. Posteriormente pasó a ser la línea 21, y durante su última etapa adoptó el número 20.
Desde el 3 de diciembre de 2021, con la entrada en vigor de la primera fase de Movibus, la línea es gestionada por la Consejería de Fomento e Infraestructuras de la Región de Murcia.
Desde el 1 de julio de 2023, adopta su numeración correspondiente a la red de Movibus, pasando a ser la línea 43.
A diferencia de la línea 44, no recorre la totalidad de la Gran Vía de La Manga del Mar Menor, sino que limita su recorrido hasta la urbanización El Pedruchillo. No obstante, durante el periodo estival, ciertas expediciones llegan a la parada Aldeas de Taray, en Veneziola.
La línea no mantiene los mismos horarios todo el año, del 1 de julio al 31 de agosto aumentan el número de expediciones, además de los días excepcionales vísperas de festivo y festivos de Navidad en los que los horarios también cambian y se reducen. No obstante, el citado periodo estival está sujeto a la demanda existente, habiendo sido prolongado en numerosas ocasiones.
La línea dispone de servicios directos entre Cartagena, Cabo de Palos y La Manga del Mar Menor durante el verano.
Como particularidad, debido a que la estación de autobuses de Cartagena cierra a medianoche, existe una expedición en verano que inicia su recorrido junto a la parada de taxis anexa a la estación.
Pertenece a la concesión RMU-004 "Metropolitana Cartagena-Mar Menor", y es operada por ALSA (TUCARSA).

## Horarios
Los horarios que no sean cabecera son aproximados.

### Invierno
| Lunes a viernes laborables |                      |                      |                      |                      |                      |                      |                      |                      |                        |                        |                      |                      |                      |                      |                      |                      |                      |                      |                      |
| Cartagena > La Manga       | Cartagena > La Manga | Cartagena > La Manga | Cartagena > La Manga | Cartagena > La Manga | Cartagena > La Manga | Cartagena > La Manga | Cartagena > La Manga | Cartagena > La Manga | Cartagena > La Manga   | La Manga > Cartagena   | La Manga > Cartagena | La Manga > Cartagena | La Manga > Cartagena | La Manga > Cartagena | La Manga > Cartagena | La Manga > Cartagena | La Manga > Cartagena | La Manga > Cartagena | La Manga > Cartagena |
| Cartagena                  | La Unión             | El Algar             | El Beal              | Los Belones          | Camping Caravaning   | Playa Honda          | Playa Paraíso        | Cabo Palos           | La Manga (Pedruchillo) | La Manga (Pedruchillo) | Cabo Palos           | Playa Paraíso        | Playa Honda          | Camping Caravaning   | Los Belones          | El Beal              | El Algar             | La Unión             | Cartagena            |
| 06ː30                      | 06ː40                | 06ː50                | 06ː55                | 07ː00                | →                    | 07ː05                | →                    | 07ː15                | 07ː45                  | 06ː45                  | 07ː00                | 07ː05                | 07ː10                | 07ː10                | 07ː15                | →                    | 07ː25                | 07ː35                | 08ː00                |
| 08ː00                      | 08ː10                | 08ː20                | 08ː25                | 08ː30                | 08ː35                | 08ː35                | 08ː40                | 08ː45                | 09ː00                  | 07ː45                  | 08ː00                | →                    | 08ː05                | 08ː05                | 08ː10                | 08ː15                | 08ː20                | 08ː30                | 09ː00                |
| 09ː00                      | 09ː10                | 09ː20                | →                    | 09ː30                | →                    | 09ː35                | →                    | 09ː45                | 10ː00                  | 09ː00                  | 09ː15                | 09ː20                | 09ː25                | 09ː25                | 09ː30                | →                    | 09ː40                | 09ː50                | 10ː15                |
| 10ː15                      | 10ː25                | 10ː35                | →                    | 10ː40                | →                    | 10ː45                | 10ː50                | 10ː55                | 11ː15                  | 10ː15                  | 10ː30                | →                    | 10ː35                | 10ː35                | 10ː40                | 10ː45                | 10ː50                | 11ː00                | 11ː30                |
| 11ː45                      | 11ː55                | 12ː05                | →                    | 12ː15                | →                    | 12ː20                | →                    | 12ː30                | 13ː00                  | 11ː30                  | 11ː45                | 11ː50                | 11ː55                | 11ː55                | 12ː00                | →                    | 12ː10                | 12ː20                | 12ː45                |
| 13ː00                      | 13ː10                | 13ː20                | →                    | 13ː35                | 13ː40                | 13ː40                | 13ː45                | 13ː50                | 14ː15                  | 13ː00                  | 13ː15                | →                    | 13ː20                | 13ː20                | 13ː25                | 13ː30                | 13ː35                | 13ː45                | 14ː15                |
| 14ː15                      | 14ː25                | 14ː35                | 14ː40                | 14ː45                | →                    | 14ː50                | →                    | 15ː00                | 15ː30                  | 14ː15                  | 14ː30                | →                    | 14ː35                | 14ː35                | 14ː40                | 14ː50                | 15ː00                | 15ː15                | 15ː30                |
| 15ː30                      | 15ː40                | 15ː50                | →                    | 16ː00                | →                    | 16ː05                | →                    | 16ː15                | 16ː30                  | 15ː30                  | 15ː45                | →                    | 15ː50                | 15ː50                | 15ː55                | →                    | 16ː05                | 16ː15                | 16ː30                |
| 16ː45                      | 16ː55                | 17ː05                | →                    | 17ː15                | →                    | 17ː20                | 17ː25                | 17ː30                | 18ː00                  | 16ː45                  | 17ː00                | 17ː05                | 17ː10                | 17ː10                | 17ː15                | 17ː20                | 17ː25                | 17ː35                | 18ː00                |
| 18ː00                      | 18ː10                | 18ː20                | →                    | 18ː30                | →                    | 18ː35                | →                    | 18ː45                | 19ː15                  | 18ː00                  | 18ː15                | →                    | 18ː20                | 18ː20                | 18ː25                | 18ː30                | 18ː35                | 18ː45                | 19ː15                |
| 19ː30                      | 19ː40                | 19ː50                | →                    | 20ː00                | 20ː05                | 20ː05                | 20ː10                | 20ː15                | 20ː45                  | 19ː30                  | 19ː45                | 19ː50                | 19ː55                | 19ː55                | 20ː00                | 20ː05                | 20ː10                | 20ː20                | 20ː45                |
| 21ː15                      | 21ː25                | 21ː35                | →                    | 21ː45                | →                    | 21ː50                | →                    | 22ː00                | 22ː15                  | 21ː00                  | 21ː15                | →                    | 21ː20                | 21ː20                | 21ː25                | 21ː30                | 21ː35                | 21ː45                | 22ː15                |
| 22ː15                      | 22ː25                | 22ː35                | 22ː40                | 22ː45                | →                    | 22ː50                | →                    | 23ː00                | 23ː15                  | 00ː00                  | 00ː15                | →                    | 00ː20                | 00ː20                | 00ː25                | 00ː30                | 00ː35                | 00ː45                | 01ː00                |
| Sábados laborables         |                      |                      |                      |                      |                      |                      |                      |                      |                        |                        |                      |                      |                      |                      |                      |                      |                      |                      |                      |
| Cartagena > La Manga       | Cartagena > La Manga | Cartagena > La Manga | Cartagena > La Manga | Cartagena > La Manga | Cartagena > La Manga | Cartagena > La Manga | Cartagena > La Manga | Cartagena > La Manga | Cartagena > La Manga   | La Manga > Cartagena   | La Manga > Cartagena | La Manga > Cartagena | La Manga > Cartagena | La Manga > Cartagena | La Manga > Cartagena | La Manga > Cartagena | La Manga > Cartagena | La Manga > Cartagena | La Manga > Cartagena |
| Cartagena                  | La Unión             | El Algar             | El Beal              | Los Belones          | Camping Caravaning   | Playa Honda          | Playa Paraíso        | Cabo Palos           | La Manga (Pedruchillo) | La Manga (Pedruchillo) | Cabo Palos           | Playa Paraíso        | Playa Honda          | Camping Caravaning   | Los Belones          | El Beal              | El Algar             | La Unión             | Cartagena            |
| 06ː00                      | 06ː10                | 06ː20                | 06ː25                | 06ː30                | →                    | 06ː35                | →                    | 06ː45                | 07ː15                  | 07ː15                  | 07ː30                | 07ː35                | 07ː40                | 07ː40                | 07ː45                | →                    | 07ː55                | 08ː05                | 08ː30                |
| 08ː00                      | 08ː10                | 08ː20                | 08ː25                | 08ː30                | →                    | 08ː35                | 08ː40                | 08ː45                | 09ː15                  | 09ː15                  | 09ː30                | →                    | 09ː35                | 09ː35                | 09ː40                | 09ː45                | 09ː50                | 10ː00                | 10ː30                |
| 10ː00                      | 10ː10                | 10ː20                | →                    | 10ː30                | →                    | 10ː35                | →                    | 10ː45                | 11ː15                  | 11ː15                  | 11ː30                | →                    | 11ː35                | 11ː35                | 11ː40                | →                    | 11ː50                | 12ː00                | 12ː30                |
| 12ː00                      | 12ː10                | 12ː20                | →                    | 12ː30                | →                    | 12ː35                | →                    | 12ː45                | 13ː15                  | 13ː15                  | 13ː30                | 13ː35                | 13ː40                | 13ː40                | 13ː45                | 13ː50                | 13ː55                | 14ː05                | 14ː30                |
| 14ː15                      | 14ː25                | 14ː35                | 14ː40                | 14ː45                | →                    | 14ː50                | 14ː55                | 15ː00                | 15ː30                  | 15ː45                  | 16ː00                | →                    | 16ː05                | 16ː05                | 16ː10                | 16ː15                | 16ː20                | 16ː30                | 17ː00                |
| 17ː00                      | 17ː10                | 17ː20                | →                    | 17ː30                | →                    | 17ː35                | →                    | 17ː45                | 18ː00                  | 18ː15                  | 18ː30                | 18ː35                | 18ː40                | 18ː40                | 18ː45                | 18ː50                | 18ː55                | 19ː05                | 19ː30                |
| 19ː30                      | 19ː40                | 19ː50                | →                    | 20ː00                | →                    | 20ː05                | →                    | 20ː15                | 20ː45                  | 20ː45                  | 21ː00                | →                    | 21ː05                | 21ː05                | 21ː10                | 21ː15                | 21ː25                | 21ː35                | 22ː00                |
| 22ː15                      | 22ː25                | 22ː35                | 22ː40                | 22ː45                | →                    | 22ː50                | 22ː55                | 23ː00                | 23ː15                  | 00ː00                  | 00ː15                | →                    | 00ː20                | 00ː20                | 00ː25                | 00ː30                | 00ː35                | 00ː45                | 01ː00                |
| Domingos y festivos        |                      |                      |                      |                      |                      |                      |                      |                      |                        |                        |                      |                      |                      |                      |                      |                      |                      |                      |                      |
| Cartagena > La Manga       | Cartagena > La Manga | Cartagena > La Manga | Cartagena > La Manga | Cartagena > La Manga | Cartagena > La Manga | Cartagena > La Manga | Cartagena > La Manga | Cartagena > La Manga | Cartagena > La Manga   | La Manga > Cartagena   | La Manga > Cartagena | La Manga > Cartagena | La Manga > Cartagena | La Manga > Cartagena | La Manga > Cartagena | La Manga > Cartagena | La Manga > Cartagena | La Manga > Cartagena | La Manga > Cartagena |
| Cartagena                  | La Unión             | El Algar             | El Beal              | Los Belones          | Camping Caravaning   | Playa Honda          | Playa Paraíso        | Cabo Palos           | La Manga (Pedruchillo) | La Manga (Pedruchillo) | Cabo Palos           | Playa Paraíso        | Playa Honda          | Camping Caravaning   | Los Belones          | El Beal              | El Algar             | La Unión             | Cartagena            |
| 06ː00                      | 06ː10                | 06ː20                | 06ː25                | 06ː30                | →                    | 06ː35                | →                    | 06ː45                | 07ː15                  | 07ː15                  | 07ː30                | 07ː35                | 07ː40                | 07ː40                | 07ː45                | →                    | 07ː55                | 08ː05                | 08ː30                |
| 08ː00                      | 08ː10                | 08ː20                | 08ː25                | 08ː30                | →                    | 08ː35                | 08ː40                | 08ː45                | 09ː15                  | 09ː15                  | 09ː30                | →                    | 09ː35                | 09ː35                | 09ː40                | 09ː45                | 09ː50                | 10ː00                | 10ː30                |
| 10ː00                      | 10ː10                | 10ː20                | →                    | 10ː30                | →                    | 10ː35                | →                    | 10ː45                | 11ː15                  | 11ː15                  | 11ː30                | →                    | 11ː35                | 11ː35                | 11ː40                | →                    | 11ː50                | 12ː00                | 12ː30                |
| 12ː00                      | 12ː10                | 12ː20                | →                    | 12ː30                | →                    | 12ː35                | →                    | 12ː45                | 13ː15                  | 13ː15                  | 13ː30                | 13ː35                | 13ː40                | 13ː40                | 13ː45                | 13ː50                | 13ː55                | 14ː05                | 14ː30                |
| 14ː15                      | 14ː25                | 14ː35                | 14ː40                | 14ː45                | →                    | 14ː50                | 14ː55                | 15ː00                | 15ː30                  | 15ː45                  | 16ː00                | →                    | 16ː05                | 16ː05                | 16ː10                | 16ː15                | 16ː20                | 16ː30                | 17ː00                |
| 17ː00                      | 17ː10                | 17ː20                | →                    | 17ː30                | →                    | 17ː35                | →                    | 17ː45                | 18ː00                  | 16ː45                  | 17ː00                | →                    | 17ː05                | 17ː05                | 17ː10                | →                    | 17ː20                | 17ː30                | 17ː45                |
| 18ː00                      | 18ː10                | 18ː20                | →                    | 18ː30                | →                    | 18ː35                | →                    | 18ː45                | 19ː15                  | 18ː15                  | 18ː30                | 18ː35                | 18ː40                | 18ː40                | 18ː45                | 18ː50                | 18ː55                | 19ː05                | 19ː30                |
| 19ː30                      | 19ː40                | 19ː50                | →                    | 20ː00                | →                    | 20ː05                | →                    | 20ː15                | 20ː45                  | 19ː15                  | 19ː30                | →                    | 19ː35                | 19ː35                | 19ː40                | →                    | 19ː50                | 20ː00                | 20ː30                |
| 20ː30                      | 20ː40                | 20ː50                | →                    | 21ː00                | →                    | 21ː05                | →                    | 21ː15                | 21ː45                  | 20ː45                  | 21ː00                | →                    | 21ː05                | 21ː05                | 21ː10                | 21ː15                | 21ː25                | 21ː35                | 22ː00                |
| 22ː15                      | 22ː25                | 22ː35                | 22ː40                | 22ː45                | →                    | 22ː50                | 22ː55                | 23ː00                | 23ː15                  | 00ː00                  | 00ː15                | →                    | 00ː20                | 00ː20                | 00ː25                | 00ː30                | 00ː35                | 00ː45                | 01ː00                |

### Verano
| Lunes a viernes laborables              |                      |                      |                      |                      |                      |                      |                      |                      |                        |                      |                      |                        |                      |                      |                      |                      |                      |                      |                      |                      |                      |
| Cartagena > La Manga                    | Cartagena > La Manga | Cartagena > La Manga | Cartagena > La Manga | Cartagena > La Manga | Cartagena > La Manga | Cartagena > La Manga | Cartagena > La Manga | Cartagena > La Manga | Cartagena > La Manga   | Cartagena > La Manga | La Manga > Cartagena | La Manga > Cartagena   | La Manga > Cartagena | La Manga > Cartagena | La Manga > Cartagena | La Manga > Cartagena | La Manga > Cartagena | La Manga > Cartagena | La Manga > Cartagena | La Manga > Cartagena | La Manga > Cartagena |
| Cartagena                               | La Unión             | El Algar             | El Beal              | Los Belones          | Camping Caravaning   | Playa Honda          | Playa Paraíso        | Cabo Palos           | La Manga (Pedruchillo) | La Manga (Veneziola) | La Manga (Veneziola) | La Manga (Pedruchillo) | Cabo Palos           | Playa Paraíso        | Playa Honda          | Camping Caravaning   | Los Belones          | El Beal              | El Algar             | La Unión             | Cartagena            |
| 06:30                                   | 06:45                | 06:50                | 07:00                | 07:10                | →                    | 07:25                | →                    | 07:30                | 08:00                  | -                    | 06:45                | 07:00                  | 07:30                | →                    | →                    | →                    | →                    | →                    | →                    | →                    | 08:00                |
| 07:30                                   | 07:45                | 07:50                | 08:00                | 08:10                | →                    | 08:25                | →                    | 08:30                | 09:00                  | -                    | 07:15                | 07:30                  | 08:00                | 08:05                | 08:05                | 08:10                | 08:20                | 08:30                | 08:40                | 08:45                | 09:00                |
| 08:00                                   | →                    | →                    | →                    | →                    | →                    | →                    | →                    | 08:30                | 09:00                  | -                    | -                    | 08:00                  | 08:30                | →                    | →                    | →                    | →                    | →                    | →                    | →                    | 09:00                |
| 08:00                                   | 08:15                | 08:20                | 08:30                | 08:40                | 08:50                | 08:55                | 08:55                | 09:00                | 09:30                  | 09:45                | -                    | 08:30                  | 09:00                | →                    | 09:05                | 09:10                | 09:20                | 09:30                | 09:40                | 09:45                | 10:00                |
| 08:30                                   | 08:45                | 08:50                | →                    | 09:10                | →                    | 09:25                | →                    | 09:30                | 10:00                  | -                    | -                    | 09:00                  | 09:30                | →                    | →                    | →                    | →                    | →                    | →                    | →                    | 10:00                |
| 09:00                                   | →                    | →                    | →                    | →                    | →                    | →                    | →                    | 09:30                | 10:00                  | -                    | -                    | 09:30                  | 10:00                | 10:05                | 10:05                | 10:10                | 10:20                | 10:30                | 10:40                | 10:45                | 11:00                |
| 09:00                                   | 09:15                | 09:20                | →                    | 09:40                | →                    | 09:55                | →                    | 10:00                | 10:30                  | -                    | 09:45                | 10:00                  | 10:30                | →                    | →                    | →                    | →                    | →                    | →                    | →                    | 11:00                |
| 09:30                                   | 09:45                | 09:50                | 10:00                | 10:10                | →                    | 10:25                | →                    | 10:30                | 11:00                  | -                    | -                    | 10:30                  | 11:00                | →                    | 11:05                | 11:10                | 11:20                | →                    | 11:40                | 11:45                | 12:00                |
| 10:00                                   | →                    | →                    | →                    | →                    | →                    | →                    | →                    | 10:30                | 11:00                  | -                    | -                    | 11:00                  | 11:30                | →                    | →                    | →                    | →                    | →                    | →                    | →                    | 12:00                |
| 10:30                                   | 10:45                | 10:50                | →                    | 11:10                | →                    | 11:25                | 11:25                | 11:30                | 12:00                  | -                    | -                    | 11:30                  | 12:00                | 12:05                | 12:05                | 12:10                | 12:20                | →                    | 12:40                | 12:45                | 13:00                |
| 11:00                                   | →                    | →                    | →                    | →                    | →                    | →                    | →                    | 11:30                | 12:00                  | -                    | -                    | 12:00                  | 12:30                | →                    | →                    | →                    | →                    | →                    | →                    | →                    | 13:00                |
| 11:30                                   | 11:45                | 11:50                | →                    | 12:10                | →                    | 12:25                | →                    | 12:30                | 13:00                  | -                    | -                    | 12:30                  | 13:00                | →                    | 13:05                | 13:10                | 13:20                | →                    | 13:40                | 13:45                | 14:00                |
| 12:00                                   | →                    | →                    | →                    | →                    | →                    | →                    | →                    | 12:30                | 13:00                  | -                    | -                    | 13:00                  | 13:30                | →                    | →                    | →                    | →                    | →                    | →                    | →                    | 14:00                |
| 12:30                                   | 12:45                | 12:50                | →                    | 13:10                | →                    | 13:25                | →                    | 13:30                | 14:00                  | -                    | -                    | 13:30                  | 14:00                | →                    | 14:05                | 14:10                | 14:20                | 14:30                | 14:40                | 14:45                | 15:00                |
| 13:00                                   | →                    | →                    | →                    | →                    | →                    | →                    | →                    | 13:30                | 14:00                  | -                    | -                    | 14:00                  | 14:30                | →                    | →                    | →                    | →                    | →                    | →                    | →                    | 15:00                |
| 13:30                                   | 13:45                | 13:50                | →                    | 14:10                | 14:20                | 14:25                | →                    | 14:30                | 15:00                  | -                    | -                    | 14:30                  | 15:00                | →                    | 15:05                | 15:10                | 15:20                | 15:30                | 15:40                | 15:45                | 16:00                |
| 14:00                                   | →                    | →                    | →                    | →                    | →                    | →                    | →                    | 14:30                | 15:00                  | 15:15                | -                    | 15:00                  | 15:30                | →                    | →                    | →                    | →                    | →                    | →                    | →                    | 16:00                |
| 14:30                                   | 14:45                | 14:50                | 15:00                | 15:10                | →                    | 15:25                | 15:25                | 15:30                | 16:00                  | -                    | 15:15                | 15:30                  | 16:00                | →                    | 16:05                | 16:10                | 16:20                | →                    | 16:40                | 16:45                | 17:00                |
| 15:00                                   | →                    | →                    | →                    | →                    | →                    | →                    | →                    | 15:30                | 16:00                  | -                    | -                    | 16:00                  | 16:30                | →                    | →                    | →                    | →                    | →                    | →                    | →                    | 17:00                |
| 15:30                                   | 15:45                | 15:50                | →                    | 16:10                | →                    | 16:25                | →                    | 16:30                | 17:00                  | -                    | -                    | 16:30                  | 17:00                | 17:05                | 17:05                | 17:10                | 17:20                | 17:30                | 17:40                | 17:45                | 18:00                |
| 16:00                                   | →                    | →                    | →                    | →                    | →                    | →                    | →                    | 16:30                | 17:00                  | 17:15                | -                    | 17:00                  | 17:30                | →                    | →                    | →                    | →                    | →                    | →                    | →                    | 18:00                |
| 16:30                                   | 16:45                | 16:50                | →                    | 17:10                | →                    | 17:25                | 17:25                | 17:30                | 18:00                  | -                    | 17:15                | 17:30                  | 18:00                | →                    | 18:05                | 18:10                | 18:20                | →                    | 18:40                | 18:45                | 19:00                |
| 17:00                                   | →                    | →                    | →                    | →                    | →                    | →                    | →                    | 17:30                | 18:00                  | -                    | -                    | 18:00                  | 18:30                | →                    | →                    | →                    | →                    | →                    | →                    | →                    | 19:00                |
| 17:30                                   | 17:45                | 17:50                | →                    | 18:10                | →                    | 18:25                | →                    | 18:30                | 19:00                  | -                    | -                    | 18:30                  | 19:00                | →                    | 19:05                | 19:10                | 19:20                | 19:30                | 19:40                | 19:45                | 20:00                |
| 18:00                                   | →                    | →                    | →                    | →                    | →                    | →                    | →                    | 18:30                | 19:00                  | -                    | -                    | 19:00                  | 19:30                | →                    | →                    | →                    | →                    | →                    | →                    | →                    | 20:00                |
| 18:30                                   | 18:45                | 18:50                | →                    | 19:10                | →                    | 19:25                | →                    | 19:30                | 20:00                  | -                    | -                    | 19:30                  | 20:00                | 20:05                | 20:05                | 20:10                | 20:20                | 20:30                | 20:40                | 20:45                | 21:00                |
| 19:00                                   | →                    | →                    | →                    | →                    | →                    | →                    | →                    | 19:30                | 20:00                  | -                    | -                    | 20:00                  | 20:30                | →                    | →                    | →                    | →                    | →                    | →                    | →                    | 21:00                |
| 19:30                                   | 19:45                | 19:50                | →                    | 20:10                | 20:20                | 20:25                | 20:25                | 20:30                | 21:00                  | -                    | -                    | 20:30                  | 21:00                | →                    | 21:05                | 21:10                | 21:20                | 21:30                | 21:40                | 21:45                | 22:00                |
| 20:00                                   | →                    | →                    | →                    | →                    | →                    | →                    | →                    | 20:30                | 21:00                  | -                    | -                    | 21:00                  | 21:30                | →                    | →                    | →                    | →                    | →                    | →                    | →                    | 22:00                |
| 20:30                                   | 20:45                | 20:50                | →                    | 21:10                | →                    | 21:25                | →                    | 21:30                | 22:00                  | -                    | -                    | 21:30                  | 22:00                | →                    | 22:05                | 22:10                | 22:20                | →                    | 22:40                | 22:45                | 23:00                |
| 21:00                                   | →                    | →                    | →                    | →                    | →                    | →                    | →                    | 21:30                | 22:00                  | 22:15                | -                    | 22:30                  | 23:00                | →                    | 23:05                | 23:10                | 23:20                | →                    | 23:40                | 23:45                | 00:00                |
| 21:30                                   | 21:45                | 21:50                | →                    | 22:10                | →                    | 22:25                | →                    | 22:30                | 23:00                  | -                    | -                    | 23:30                  | 00:00                | →                    | 00:05                | 00:10                | 00:20                | →                    | 00:40                | 00:45                | 01:00                |
| 22:30                                   | 22:45                | 22:50                | 23:00                | 23:10                | →                    | 23:25                | →                    | 23:30                | 00:00                  | 00:15                | 00:15                | 00:30                  | 01:00                | →                    | 01:05                | 01:10                | 01:20                | 01:30                | 01:40                | 01:45                | 02:00                |
| 23:30                                   | 23:45                | 23:50                | →                    | 00:10                | →                    | 00:25                | →                    | 00:30                | 01:00                  | 01:15                | -                    | 02:00                  | 02:30                | →                    | 02:35                | 02:40                | 02:50                | 03:00                | 03:10                | 03:15                | 03:30                |
| 00:45                                   | 01:00                | 01:05                | →                    | 01:25                | →                    | 01:40                | →                    | 01:45                | 02:15                  | -                    |                      |                        |                      |                      |                      |                      |                      |                      |                      |                      |                      |
| Sábados laborables, domingos y festivos |                      |                      |                      |                      |                      |                      |                      |                      |                        |                      |                      |                        |                      |                      |                      |                      |                      |                      |                      |                      |                      |
| Cartagena > La Manga                    | Cartagena > La Manga | Cartagena > La Manga | Cartagena > La Manga | Cartagena > La Manga | Cartagena > La Manga | Cartagena > La Manga | Cartagena > La Manga | Cartagena > La Manga | Cartagena > La Manga   | Cartagena > La Manga | La Manga > Cartagena | La Manga > Cartagena   | La Manga > Cartagena | La Manga > Cartagena | La Manga > Cartagena | La Manga > Cartagena | La Manga > Cartagena | La Manga > Cartagena | La Manga > Cartagena | La Manga > Cartagena | La Manga > Cartagena |
| Cartagena                               | La Unión             | El Algar             | El Beal              | Los Belones          | Camping Caravaning   | Playa Honda          | Playa Paraíso        | Cabo Palos           | La Manga (Pedruchillo) | La Manga (Veneziola) | La Manga (Veneziola) | La Manga (Pedruchillo) | Cabo Palos           | Playa Paraíso        | Playa Honda          | Camping Caravaning   | Los Belones          | El Beal              | El Algar             | La Unión             | Cartagena            |
| 06:30                                   | 06:45                | 06:50                | 07:00                | 07:10                | →                    | 07:25                | →                    | 07:30                | 08:00                  | 08:15                |                      |                        |                      |                      |                      |                      |                      |                      |                      |                      |                      |
| 07:30                                   | 07:45                | 07:50                | 08:00                | 08:10                | →                    | 08:25                | →                    | 08:30                | 09:00                  | 09:15                | -                    | 07:30                  | 08:00                | 08:05                | 08:05                | 08:10                | 08:20                | 08:30                | 08:40                | 08:45                | 09:00                |
| 08:00                                   | 08:15                | 08:20                | 08:30                | 08:40                | 08:50                | 08:55                | 08:55                | 09:00                | 09:30                  | -                    | 08:15                | 08:30                  | 09:00                | →                    | 09:05                | 09:10                | 09:20                | 09:30                | 09:40                | 09:45                | 10:00                |
| 08:30                                   | 08:45                | 08:50                | →                    | 09:10                | →                    | 09:25                | →                    | 09:30                | 10:00                  | -                    | 09:15                | 09:30                  | 10:00                | →                    | 10:05                | 10:10                | 10:20                | 10:30                | 10:40                | 10:45                | 11:00                |
| 09:00                                   | 09:15                | 09:20                | →                    | 09:40                | →                    | 09:55                | →                    | 10:00                | 10:30                  | -                    | -                    | 10:30                  | 11:00                | →                    | 11:05                | 11:10                | 11:20                | →                    | 11:40                | 11:45                | 12:00                |
| 09:30                                   | 09:45                | 09:50                | 10:00                | 10:10                | →                    | 10:25                | →                    | 10:30                | 11:00                  | -                    | -                    | 11:30                  | 12:00                | 12:05                | 12:05                | 12:10                | 12:20                | →                    | 12:40                | 12:45                | 13:00                |
| 10:30                                   | 10:45                | 10:50                | →                    | 11:10                | →                    | 11:25                | →                    | 11:30                | 12:00                  | -                    | -                    | 12:30                  | 13:00                | →                    | 13:05                | 13:10                | 13:20                | →                    | 13:40                | 13:45                | 14:00                |
| 11:30                                   | 11:45                | 11:50                | →                    | 12:10                | →                    | 12:25                | →                    | 12:30                | 13:00                  | -                    | -                    | 13:30                  | 14:00                | →                    | 14:05                | 14:10                | 14:20                | 14:30                | 14:40                | 14:45                | 15:00                |
| 12:30                                   | 12:45                | 12:50                | →                    | 13:10                | →                    | 13:25                | →                    | 13:30                | 14:00                  | -                    | -                    | 14:30                  | 15:00                | →                    | 15:05                | 15:10                | 15:20                | 15:30                | 15:40                | 15:45                | 16:00                |
| 13:30                                   | 13:45                | 13:50                | →                    | 14:10                | 14:20                | 14:25                | →                    | 14:30                | 15:00                  | -                    | -                    | 15:30                  | 16:00                | →                    | 16:05                | 16:10                | 16:20                | →                    | 16:40                | 16:45                | 17:00                |
| 14:30                                   | 14:45                | 14:50                | 15:00                | 15:10                | →                    | 15:25                | 15:25                | 15:30                | 16:00                  | 16:15                | 16:15                | 16:30                  | 17:00                | →                    | 17:05                | 17:10                | 17:20                | 17:30                | 17:40                | 17:45                | 18:00                |
| 15:30                                   | 15:45                | 15:50                | →                    | 16:10                | →                    | 16:25                | →                    | 16:30                | 17:00                  | 17:15                | 17:15                | 17:30                  | 18:00                | →                    | 18:05                | 18:10                | 18:20                | →                    | 18:40                | 18:45                | 19:00                |
| 16:30                                   | 16:45                | 16:50                | →                    | 17:10                | →                    | 17:25                | →                    | 17:30                | 18:00                  | -                    | -                    | 18:30                  | 19:00                | →                    | 19:05                | 19:10                | 19:20                | 19:30                | 19:40                | 19:45                | 20:00                |
| 17:30                                   | 17:45                | 17:50                | →                    | 18:10                | →                    | 18:25                | →                    | 18:30                | 19:00                  | -                    | -                    | 19:30                  | 20:00                | 20:05                | 20:05                | 20:10                | 20:20                | 20:30                | 20:40                | 20:45                | 21:00                |
| 18:30                                   | 18:45                | 18:50                | →                    | 19:10                | →                    | 19:25                | →                    | 19:30                | 20:00                  | -                    | -                    | 20:30                  | 21:00                | →                    | 21:05                | 21:10                | 21:20                | 21:30                | 21:40                | 21:45                | 22:00                |
| 19:30                                   | 19:45                | 19:50                | →                    | 20:10                | 20:20                | 20:25                | 20:25                | 20:30                | 21:00                  | -                    | -                    | 21:30                  | 22:00                | →                    | 22:05                | 22:10                | 22:20                | →                    | 22:40                | 22:45                | 23:00                |
| 20:30                                   | 20:45                | 20:50                | →                    | 21:10                | →                    | 21:25                | →                    | 21:30                | 22:00                  | -                    | -                    | 22:30                  | 23:00                | →                    | 23:05                | 23:10                | 23:20                | →                    | 23:40                | 23:45                | 00:00                |
| 21:30                                   | 21:45                | 21:50                | →                    | 22:10                | →                    | 22:25                | →                    | 22:30                | 23:00                  | 23:15                | 23:15                | 23:30                  | 00:00                | →                    | 00:05                | 00:10                | 00:20                | →                    | 00:40                | 00:45                | 01:00                |
| 22:30                                   | 22:45                | 22:50                | 23:00                | 23:10                | →                    | 23:25                | →                    | 23:30                | 00:00                  | -                    | -                    | 00:30                  | 01:00                | →                    | 01:05                | 01:10                | 01:20                | 01:30                | 01:40                | 01:45                | 02:00                |
| 23:30                                   | 23:45                | 23:50                | →                    | 00:10                | →                    | 00:25                | →                    | 00:30                | 01:00                  | 01:15                | 01:45                | 02:00                  | 02:30                | →                    | 02:35                | 02:40                | 02:50                | 03:00                | 03:10                | 03:15                | 03:30                |
| 00:45                                   | 01:00                | 01:05                | →                    | 01:25                | →                    | 01:40                | →                    | 01:45                | 02:15                  | -                    |                      |                        |                      |                      |                      |                      |                      |                      |                      |                      |                      |

## Recorrido y paradas

### Sentido La Manga
| Parada                                  | Común con              | Conexiones con Cercanías | Municipio  |
| --------------------------------------- | ---------------------- | ------------------------ | ---------- |
| Estación de Autobuses Cartagena         | 21 30 41 42C 45 47 411 |                          | Cartagena  |
| Vista Alegre                            | 42A                    | Vista Alegre             | Cartagena  |
| Polideportivo                           | 21                     |                          | La Unión   |
| Calle Real                              | 21 42C                 |                          | La Unión   |
| Casas Nuevas                            |                        |                          | La Unión   |
| El Algar - Plaza del Hondo              | 21                     |                          | Cartagena  |
| Cabaña del Saura                        |                        |                          | Cartagena  |
| El Beal                                 |                        |                          | Cartagena  |
| Llano del Beal                          | 21                     |                          | Cartagena  |
| El Estrecho de San Ginés                |                        | El Estrecho              | Cartagena  |
| Los Belones                             |                        |                          | Cartagena  |
| Camping Caravaning                      | 21 22 46               |                          | Cartagena  |
| Playa Honda                             | 21 22 46               |                          | Cartagena  |
| Playa Paraíso - Paseo Marítimo          | 22                     |                          | Cartagena  |
| Playa Paraíso                           | 22                     |                          | Cartagena  |
| Carretera de La Manga - Brezo (Parking) | 22 46                  |                          | Cartagena  |
| Cala Flores                             | 22 46                  |                          | Cartagena  |
| Cabo de Palos                           | 22 44 46               |                          | Cartagena  |
| Los Geranios                            | 22 44                  |                          | Cartagena  |
| Mercadona                               | 22 44                  |                          | Cartagena  |
| Hotel Entremares                        | 22 44                  |                          | Cartagena  |
| Plaza Acapulco                          | 22 44                  |                          | Cartagena  |
| Consorcio                               | 22 44                  |                          | Cartagena  |
| La Isleta                               | 22 44                  |                          | Cartagena  |
| La Gola                                 | 22 44                  |                          | Cartagena  |
| Cavanna                                 | 22 44                  |                          | Cartagena  |
| Plaza Bohemia                           | 22 44                  |                          | Cartagena  |
| Zoco                                    | 22 44                  |                          | San Javier |
| Snipe                                   | 22 44                  |                          | San Javier |
| Castillos de Mar / Centro de Salud      | 22 44                  |                          | San Javier |
| Bellavista / Iglesia                    | 22 44                  |                          | San Javier |
| Eurovosa                                | 22 44                  |                          | San Javier |
| Manga Beach                             | 22 44                  |                          | San Javier |
| El Galán                                | 22 44                  |                          | San Javier |
| Hotel Doblemar                          | 22 44                  |                          | San Javier |
| El Pedruchillo                          | 22 44                  |                          | San Javier |

### Sentido Cartagena
| Parada                             | Común con              | Conexiones con Cercanías | Municipio  |
| ---------------------------------- | ---------------------- | ------------------------ | ---------- |
| El Pedruchillo                     | 22 44                  |                          | San Javier |
| Hotel Doblemar                     | 22 44                  |                          | San Javier |
| Bomberos                           | 22 44                  |                          | San Javier |
| Pirámide                           | 22 44                  |                          | San Javier |
| Manga Beach                        | 22 44                  |                          | San Javier |
| Eurovosa                           | 22 44                  |                          | San Javier |
| Bellavista / Iglesia               | 22 44                  |                          | San Javier |
| Castillos de Mar / Centro de Salud | 22 44                  |                          | San Javier |
| Zoco Gasolinera                    | 22 44                  |                          | San Javier |
| Zoco                               | 22 44                  |                          | San Javier |
| Isla del Ciervo                    | 22 44                  |                          | Cartagena  |
| Gran Vía Isla del Ciervo           | 22 44                  |                          | Cartagena  |
| Cavanna                            | 22 44                  |                          | Cartagena  |
| La Gola                            | 22 44                  |                          | Cartagena  |
| La Isleta                          | 22 44                  |                          | Cartagena  |
| Consorcio                          | 22 44                  |                          | Cartagena  |
| Plaza Acapulco                     | 22 44                  |                          | Cartagena  |
| Hotel Entremares                   | 22 44                  |                          | Cartagena  |
| Mercadona                          | 22 44                  |                          | Cartagena  |
| Los Geranios                       | 22 44                  |                          | Cartagena  |
| Cabo de Palos                      | 22 44 46               |                          | Cartagena  |
| Cala Flores                        | 22 46                  |                          | Cartagena  |
| Playa Honda                        | 21 22 46               |                          | Cartagena  |
| Playa Paraíso - Paseo Marítimo     | 22                     |                          | Cartagena  |
| Playa Paraíso                      | 22                     |                          | Cartagena  |
| Camping Caravaning                 | 21 22 46               |                          | Cartagena  |
| Los Belones                        |                        |                          | Cartagena  |
| El Estrecho de San Ginés           | 21                     | El Estrecho              | Cartagena  |
| Llano del Beal                     | 21                     |                          | Cartagena  |
| El Beal                            |                        |                          | Cartagena  |
| Cabaña del Saura                   |                        |                          | Cartagena  |
| El Algar - Plaza del Hondo         | 21                     |                          | Cartagena  |
| Casas Nuevas                       |                        |                          | La Unión   |
| Calle Real                         | 21 42A 42B 42C         |                          | La Unión   |
| Polideportivo                      | 21                     |                          | La Unión   |
| Vista Alegre                       | 42A                    | Vista Alegre             | Cartagena  |
| Estación de Autobuses Cartagena    | 21 30 41 42C 45 47 411 |                          | Cartagena  |